# Cantonul Plestin-les-Grèves
Cantonul Plestin-les-Grèves este un canton din arondismentul Lannion, departamentul Côtes-d'Armor, regiunea Bretania, Franța.

## Comune
- Lanvellec
- Plestin-les-Grèves (reședință)
- Ploumilliau
- Plouzélambre
- Tréduder
- Trémel
- Saint-Michel-en-Grève
- Trédrez-Locquémeau
- Plufur